# Wereldkampioenschap voetbal 1966 (kwalificatie)
71 landen schreven zich in voor het Wereldkampioenschap voetbal 1966. Engeland (gastland) en Brazilië (titelverdediger) zijn rechtstreeks geplaatst.
16 plaatsen werden verdeeld als volgt:
- Europa: 10 plaatsen, 1 ging automatisch naar Engeland terwijl de overige 9 onder 32 teams verdeeld werd (inclusief Syrië en Israël)
- Zuid-Amerika: 4 plaatsen, 1 ging automatisch naar Brazilië terwijl de overige 3 plaatsen onder 9 teams verdeeld werden.
- Noord-Amerika: 1 plaats verdeeld onder 9 teams
- Afrika & Azië: 1 plaats verdeeld onder 19 teams (waaronder Australië)

Er waren net als in 1962 tien Europese tickets beschikbaar voor het WK. Liefst acht teams plaatsten zich opnieuw, West-Duitsland, Engeland, de Sovjet-Unie, Hongarije, Spanje, Italië, Bulgarije en Zwitserland. Tsjecho-Slowakije en Joegoslavië werden uitgeschakeld door Portugal en Frankrijk.
Vier ploegen uit Zuid Amerika plaatsten zich voor het WK, vorig WK vijf. Brazilië, Uruguay, Argentinië en Chili waren er opnieuw bij, Colombia viel af. Mexico was opnieuw de deelnemer uit Noord Amerika, Azië had nu wel een deelnemer, Noord-Korea.

## Gekwalificeerde landen

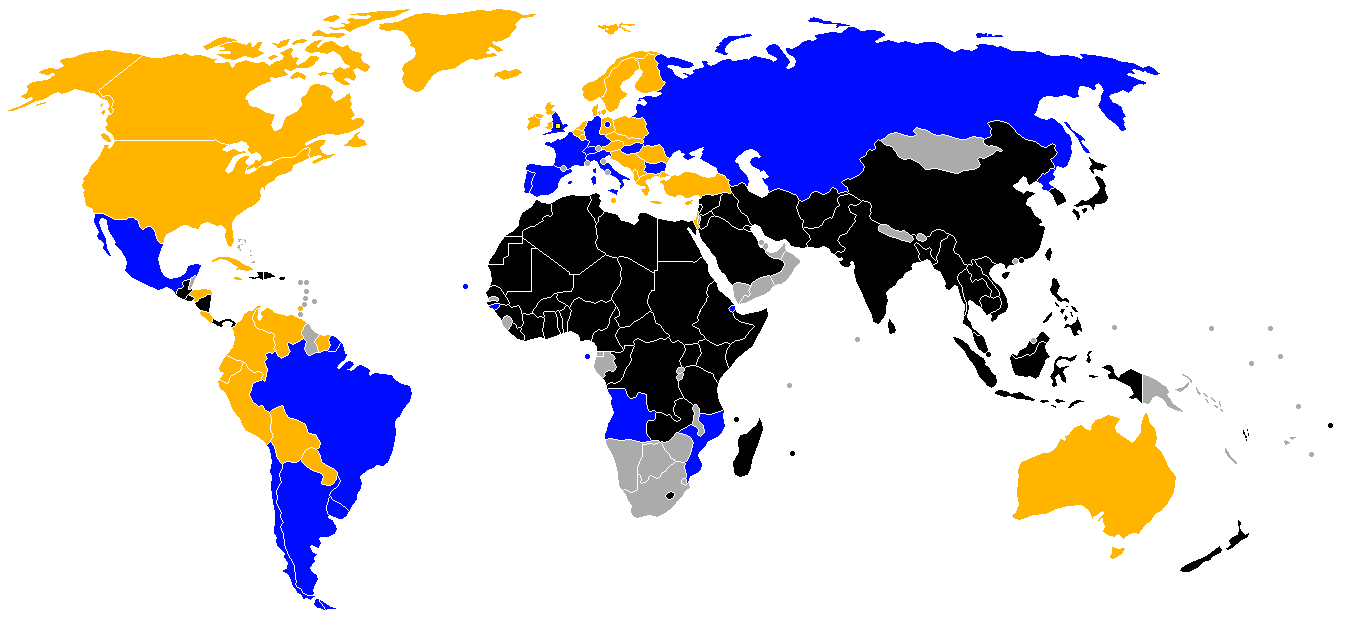
Gekwalificeerd voor het Wereldkampioenschap
Niet gekwalificeerd voor het Wereldkampioenschap
Niet ingeschreven voor de kwalificaties
Geen FIFA-lid

| FIFA-lid       | Confederatie | Kwalificatie    | Aantal dln. (inclusief 1966) | Dln. op rij | Eerste dln. | Laatste dln. | Titels (exclusief 1966) | Beste prestatie |
| -------------- | ------------ | --------------- | ---------------------------- | ----------- | ----------- | ------------ | ----------------------- | --------------- |
| Engeland       | UEFA         | Gastland        | 5e                           | 5           | 1950        | 1962         | 0                       | Kwartfinale     |
| Bulgarije      | UEFA         | Winnaar groep 1 | 2e                           | 2           | 1962        | 1962         | 0                       | Groepsfase      |
| West-Duitsland | UEFA         | Winnaar groep 2 | 6e                           | 4           | 1934        | 1962         | 1                       | Kampioen        |
| Frankrijk      | UEFA         | Winnaar groep 3 | 6e                           | 1           | 1930        | 1958         | 0                       | Derde           |
| Portugal       | UEFA         | Winnaar groep 4 | 1e                           | 1           | n.v.t.      | n.v.t.       | n.v.t.                  | n.v.t.          |
| Zwitserland    | UEFA         | Winnaar groep 5 | 6e                           | 2           | 1934        | 1962         | 0                       | Kwartfinale     |
| Hongarije      | UEFA         | Winnaar groep 6 | 6e                           | 4           | 1934        | 1962         | 0                       | Tweede          |
| Sovjet-Unie    | UEFA         | Winnaar groep 7 | 3e                           | 3           | 1958        | 1962         | 0                       | Kwartfinale     |
| Italië         | UEFA         | Winnaar groep 8 | 6e                           | 2           | 1934        | 1962         | 2                       | Winnaar         |
| Spanje         | UEFA         | Winnaar groep 9 | 4e                           | 2           | 1934        | 1962         | 0                       | Vierde          |
| Mexico         | CONCACAF     | Finaleronde     | 6e                           | 5           | 1930        | 1962         | 0                       | Groepsfase      |
| Brazilië       | CONMEBOL     | Titelverdediger | 8e                           | 8           | 1930        | 1962         | 2                       | Kampioen        |
| Uruguay        | CONMEBOL     | Winnaar groep 1 | 5e                           | 2           | 1930        | 1962         | 2                       | Kampioen        |
| Chili          | CONMEBOL     | Winnaar groep 2 | 4e                           | 2           | 1930        | 1962         | 0                       | Derde           |
| Argentinië     | CONMEBOL     | Winnaar groep 3 | 5e                           | 3           | 1934        | 1962         | 0                       | Tweede          |
| Noord-Korea    | AFC          | Eerste ronde    | 1e                           | 1           | n.v.t.      | n.v.t.       | n.v.t.                  | n.v.t.          |